# Sematophyllum laticuspis
Sematophyllum laticuspis är en bladmossart som beskrevs av William Russell Buck och Benito C. Tan 1989 [1990. Sematophyllum laticuspis ingår i släktet Sematophyllum och familjen Sematophyllaceae. Inga underarter finns listade i Catalogue of Life.